# Cretohybosorus striatulus
Cretohybosorus striatulus là một loài bọ cánh cứng trong họ Hybosoridae. Loài này được Nikolajev miêu tả khoa học năm 1999.